# Steffen Scheller
Steffen Scheller (* 27. November 1969 in Köthen, Bezirk Halle, DDR) ist ein deutscher Politiker und kommunaler Wahlbeamter. Er war ab 2006 Bürgermeister und 1. Beigeordneter der Stadt Brandenburg an der Havel. Nach dem Einzug der Oberbürgermeisterin Dietlind Tiemann in den 19. Bundestag am 24. Oktober 2017 war er als Bürgermeister amtsführendes Stadtoberhaupt. Seit dem 2. März 2018 ist er gewählter Oberbürgermeister.

## Leben
Scheller besuchte  von 1976 bis 1986 die Polytechnische Oberschule in Köthen und danach von 1986 bis 1988 die Erweiterte Oberschule, in der er das Abitur ablegte. Nach der Schulausbildung absolvierte er den Wehrdienst zuerst in Bad Düben und danach in Brandenburg an der Havel auf dem  Flugplatz Brandenburg-Briest. Während seiner Armeezeit, die noch in der NVA der DDR begann und 1993 in der Bundeswehr endete, wurde er im Fallschirmrettungsdienst und im Nachschubbereich eingesetzt.
Im Anschluss an die Armeezeit absolvierte  Scheller eine Ausbildung zum Bankkaufmann bei der Mittelbrandenburgischen Sparkasse in Potsdam. Nach Tätigkeiten vornehmlich im Kreditgeschäft war er zuletzt im Backoffice für den Bereich Firmenkunden und Öffentliche Hand zuständig. Während seiner Zeit bei der Sparkasse studierte Scheller mit dem Schwerpunkt Bankbetriebslehre.
Im März 2005 wechselte er zur Stadt Brandenburg an der Havel. Die Stadtverordnetenversammlung hatte ihn im November 2004 zum künftigen Kämmerer der Stadt gewählt. Neben der Funktion des Kämmerers leitete Scheller auch den Fachbereich Finanzen und Wirtschaft. Am 25. Oktober 2006 wählte ihn die Stadtverordnetenversammlung auf Vorschlag von Oberbürgermeisterin Dietlind Tiemann zum 1. Beigeordneten und Bürgermeister und somit Nachfolger des 2005 abgewählten Norbert Langerwisch. Am 27. August 2014 wurde er für eine Amtszeit von acht Jahren wiedergewählt. Nach der Wahl Dietlind Tiemanns in den Bundestag war Scheller ab Oktober 2017 als Bürgermeister amtsführendes Stadtoberhaupt. Am 25. Februar 2018 gewann er die Wahl zum Oberbürgermeister. Das Amt trat er am 2. März an.
Scheller ist Vorsitzender des Aufsichtsrats der StWB Stadtwerke Brandenburg GmbH & Co KG, Brandenburg an der Havel; Aufsichtsratsmitglied der Städtisches Klinikum Brandenburg GmbH, Brandenburg an der Havel; Aufsichtsrat der Verkehrsverbund Berlin-Brandenburg GmbH, Berlin. Außerdem gehört er dem Lions Club Brandenburg an. 
Scheller ist seit 2003 Mitglied der CDU. Er ist im Kreisverband Brandenburg an der Havel organisiert und wurde im Juni 2022 zu dessen Vorsitzenden gewählt.
Scheller ist verheiratet und hat zwei Töchter.